# Grand Prix schansspringen 2021
De Grand Prix schansspringen 2021 ging op 17 juli 2021 van start in het Poolse Wisła en eindigde op 2 oktober 2021 in het Duitse Klingenthal. De Noor Halvor Egner Granerud, bij de mannen, en de Sloveense Urša Bogataj, bij de vrouwen, wisten dit seizoen de Grand Prix op hun naam te schrijven.

## Mannen

### Kalender
| Datum       | Plaats        | Schans | Opmerking | Eerste                | Tweede                | Derde                         |
| ----------- | ------------- | ------ | --------- | --------------------- | --------------------- | ----------------------------- |
| 17/07/2021  | Wisła         | HS134  | Avond     | Jakub Wolny           | Jan Hörl              | Dawid Kubacki                 |
| 18/07/2021  | Wisła         | HS134  | Avond     | Dawid Kubacki         | Jan Hörl              | Anže Lanišek                  |
| 07/08/2021  | Courchevel    | HS135  |           | Stefan Kraft          | Gregor Deschwanden    | Simon Ammann                  |
| 05/09/2021¹ | Sjtsjoetsjink | HS99   |           | Halvor Egner Granerud | Marius Lindvik        | Vladimir Zografski            |
| 05/09/2021  | Sjtsjoetsjink | HS99   |           | Halvor Egner Granerud | Robert Johansson      | Marius Lindvik Danil Sadrejev |
| 11/09/2021  | Tsjaikovski   | HS140  |           | Halvor Egner Granerud | Jevgeni Klimov        | Johann André Forfang          |
| 18/09/2021  | Râșnov        | HS97   |           | Afgelast              | Afgelast              | Afgelast                      |
| 19/09/2021  | Râșnov        | HS97   |           | Afgelast              | Afgelast              | Afgelast                      |
| 25/09/2021  | Hinzenbach    | HS90   |           | Yukiya Sato           | Ryoyu Kobayashi       | Karl Geiger                   |
| 02/10/2021  | Klingenthal   | HS140  |           | Ryoyu Kobayashi       | Halvor Egner Granerud | Johann André Forfang          |

¹ Deze wedstrijd stond oorspronkelijk gepland op 4 september 2021, maar werd een dag uitgesteld vanwege de harde wind.

### Eindstand
| #  | Atleet                | Land | Punten |
| -- | --------------------- | ---- | ------ |
| 1  | Halvor Egner Granerud | NOR  | 380    |
| 2  | Dawid Kubacki         | POL  | 242    |
| 3  | Jan Hörl              | AUT  | 225    |
| 4  | Marius Lindvik        | NOR  | 219    |
| 5  | Anže Lanišek          | SLO  | 208    |
| 6  | Jakub Wolny           | POL  | 203    |
| 7  | Markus Schiffner      | AUT  | 191    |
| 8  | Ryoyu Kobayashi       | JPN  | 180    |
| 9  | Johann André Forfang  | NOR  | 169    |
| 10 | Roman Trofimov        | RUS  | 168    |

## Vrouwen

### Kalender
| Datum       | Plaats                 | Schans | Opmerking | Eerste            | Tweede          | Derde           |
| ----------- | ---------------------- | ------ | --------- | ----------------- | --------------- | --------------- |
| 17/07/2021  | Wisła                  | HS134  | Avond     | Urša Bogataj      | Sara Takanashi  | Nozomi Maruyama |
| 18/07/2021  | Wisła                  | HS134  | Avond     | Urša Bogataj      | Sara Takanashi  | Marita Kramer   |
| 06/08/2021  | Courchevel             | HS135  | Avond     | Urša Bogataj      | Marita Kramer   | Nika Križnar    |
| 15/08/2021  | Frenštát pod Radhoštěm | HS106  |           | Sara Takanashi    | Nozomi Maruyama | Silje Opseth    |
| 11/09/2021  | Tsjaikovski            | HS140  |           | Urša Bogataj      | Silje Opseth    | Silje Opseth    |
| 12/09/2021¹ | Tsjaikovski            | HS140  |           | Irina Avvakoemova | Urša Bogataj    | Silje Opseth    |
| 02/10/2021  | Klingenthal            | HS140  |           | Marita Kramer     | Urša Bogataj    | Sara Takanashi  |

¹ Vervangt de wedstrijd die eerder in het seizoen werd afgelast in Sjtsjoetsjink.

### Eindstand
| #  | Atleet            | Land | Punten |
| -- | ----------------- | ---- | ------ |
| 1  | Urša Bogataj      | SLO  | 600    |
| 2  | Sara Takanashi    | JPN  | 320    |
| 3  | Marita Kramer     | AUT  | 272    |
| 4  | Silje Opseth      | NOR  | 265    |
| 5  | Nika Križnar      | SLO  | 236    |
| 6  | Nozomi Maruyama   | JPN  | 211    |
| 6  | Ema Klinec        | SLO  | 211    |
| 8  | Irina Avvakoemova | RUS  | 210    |
| 8  | Jerneja Brecl     | SLO  | 210    |
| 10 | Eva Pinkelnig     | AUT  | 164    |

## Gemengd

### Kalender
| Datum      | Plaats      | Schans | Opmerking | Eerste                                                                             | Tweede                                                | Derde                                                                    |
| ---------- | ----------- | ------ | --------- | ---------------------------------------------------------------------------------- | ----------------------------------------------------- | ------------------------------------------------------------------------ |
| 11/09/2021 | Tsjaikovski | HS140  | Team      | Noorwegen Anna Odine Strøm Johann André Forfang Silje Opseth Halvor Egner Granerud | Slovenië Urša Bogataj Lovro Kos Ema Klinec Cene Prevc | Rusland Irina Avvakoemova Michail Nazarov Sofia Tichonova Jevgeni Klimov |